# Пједимонте Матезе
Пједимонте Матезе (итал. Piedimonte Matese) је насеље у Италији у округу Казерта, региону Кампанија.
Према процени из 2011. у насељу је живело 11220 становника. Насеље се налази на надморској висини од 158 м.

## Становништво
| 1931. | 1936. | 1951. | 1961.  | 1971.  | 1981.  | 1991.  | 2001.  | 2011.  |
| ----- | ----- | ----- | ------ | ------ | ------ | ------ | ------ | ------ |
| 7.028 | 7.716 | 9.296 | 10.101 | 10.098 | 11.031 | 11.237 | 11.462 | 11.504 |